# سوق سيدي بومنديل
سوق سيدي بومنديل هو أحد الأسواق الشعبية لتونس العاصمة ويقع بنهج يحمل نفس الاسم، هو مواز لنهج الجزيرة. وينطلق هذا السوق من ساحة سيدي البشير إلى ساحة البرزلي التي ينتهي إليها نهج إسبانيا ونهج الكومسيون. ويتخصص هذا السوق في بيع البضائع المستوردة من الصين وشرق آسيا عن طريق ليبيا وتتميز بضاعته بانخفاض جودتها وأسعارها.

## معرض الصور

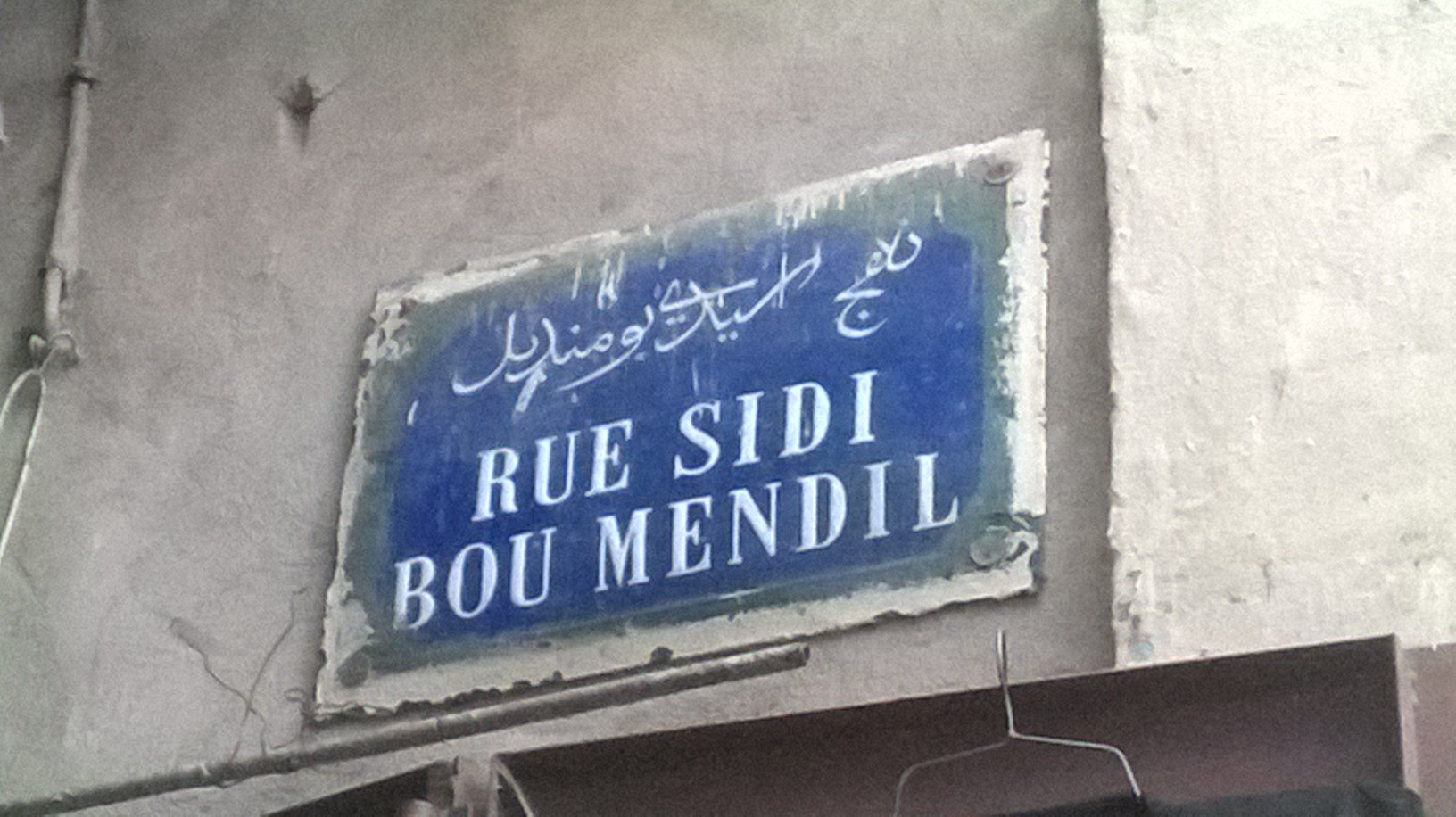
لوحة معدنية تشير إلى نهج سيدي بومنديل
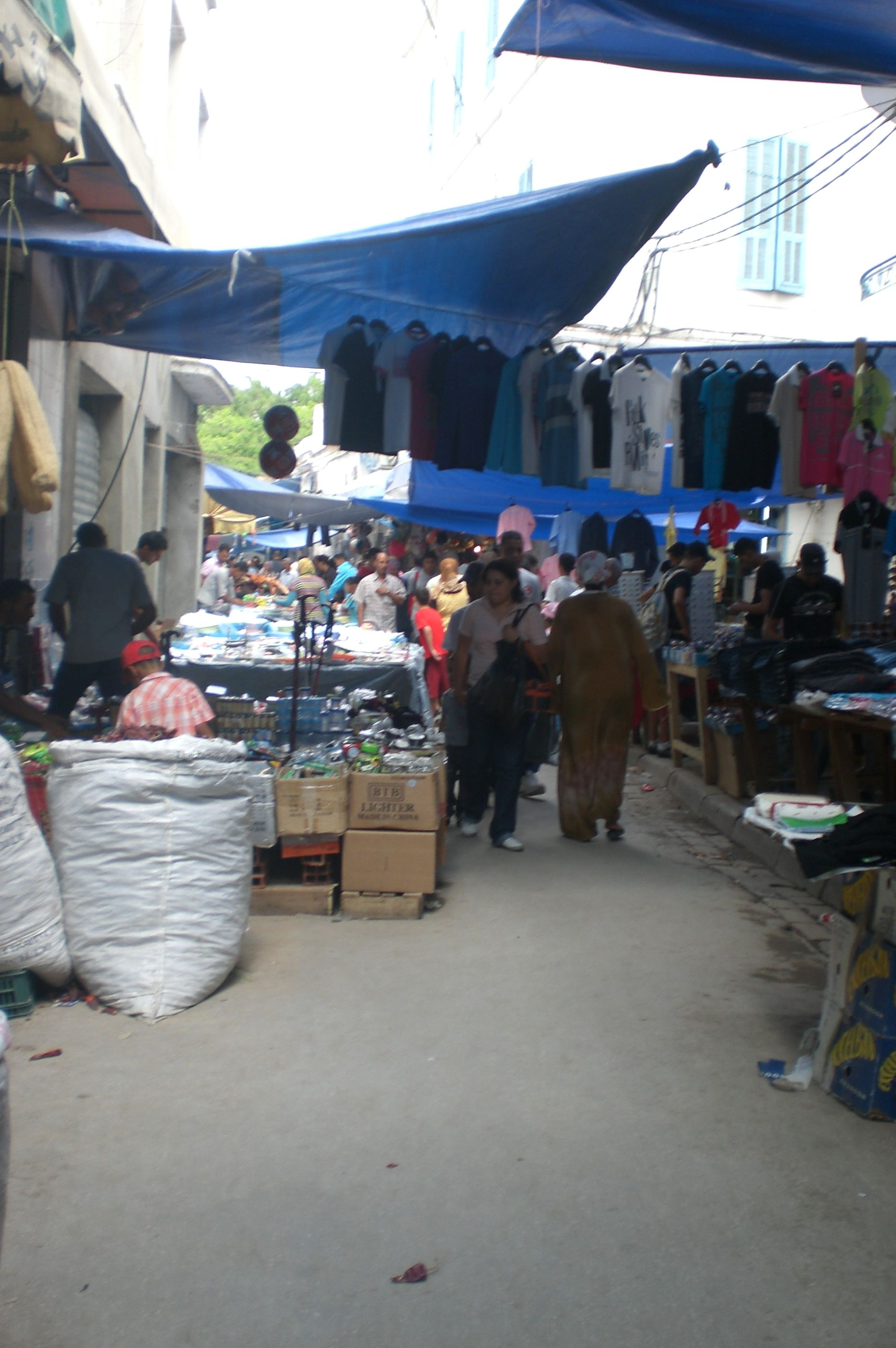
منظر من سوق سيدي بومنديل